# エーリヴァーガル
エーリヴァーガル（古ノルド語: Élivágar）は、北欧神話に登場する川のことである。名前は「嵐の海」の意味である。
『ヒュミルの歌』には、テュールの父で賢い巨人のヒュミルが、エーリヴァーガルの東の天の縁に住んでいると書かれている。
『ギュルヴィたぶらかし』には、エーリヴァーガルを一緒に流れる泡に毒気が含まれており、フヴェルゲルミルの泉から遠い場所まで流れてくると氷に変わった。氷が止まって流れなくなったとき、毒気でできた靄が上に立ちこめ、凍って霜になった。霜がどんどん増え、奈落の口に届くほど重なっていると書かれている。
『ギュルヴィたぶらかし』と『ヴァフスルーズニルの言葉』には、この毒液から霜の巨人の一族が生まれた、そのため巨人は獰猛であると書かれている。